# Liste des lignes de bus d'Exo
La liste des lignes d'autobus d'Exo répertorie l'ensemble des lignes d'autobus d'Exo, l'identité de marque du Réseau de transport métropolitain, un organisme public de transport en commun desservant par autobus la région métropolitaine de Montréal, à l'exception de l'agglomération de Montréal, Laval et l'agglomération de Longueuil.

## Réseau refondu
Lorsqu'en 2017, les réseaux d'autobus des 12 conseils intermunicipaux de transport (CIT) et organisme municipal et intermunicipal de transport (OMIT) se regroupent, le nouveau réseau comporte plusieurs doublons en ce qui a trait à la numérotation des lignes. Exo prévoyait déjà à cette époque procéder à une refonte afin d'en faire un réseau unifié. Les premiers secteurs concernés par cette refonte sont ceux qui sont affectés par l'ouverture du Réseau express métropolitain, un métro léger reliant à partir de 2023 la Rive-Sud de Montréal et le centre-ville de Montréal, soit les secteurs Chambly-Richelieu-Carignan, Le Richelain et Roussillon.

### Liste
Cette liste est appelée à évoluer et s'allonger au fur et à mesure que les différents secteurs de l'ancien réseau seront refondus. 
| Numéro | Description                                       |
| ------ | ------------------------------------------------- |
| 104    | Chambly (Brassard - Martel - Gentilly)            |
| 105    | Chambly - Richelieu - Marieville                  |
| 106    | Chambly (Brassard - Salaberry - Gentilly)         |
| 107    | Chambly (Anne-Le Seigneur - Salaberry - Brassard) |
| 108    | Taxibus Chambly - St-Mathias-sur-Richelieu        |
| 109    | Taxibus Chambly - Carignan - Saint-Hubert         |
| 134    | Saint-Philippe - Candiac                          |
| 135    | Taxibus Saint-Philippe - Candiac (Gare)           |
| 139    | Terminus La Prairie - Brossard (Dix30)            |
| 140    | La Prairie (Balmoral - Briqueterie - Magdeleine)  |
| 141    | La Prairie (Magdeleine - Briqueterie - Balmoral)  |
| 142    | Candiac (Montcalm - Fouquet - Haendel)            |
| 143    | Candiac - La Prairie                              |
| 144    | La Prairie (Symbiocité)                           |
| 145    | Taxibus Candiac - Delson (Industriel)             |
| 146    | Candiac (Deauville - Carrefour - Gare)            |
| 147    | Candiac (Barcelone - Carrefour - Gare)            |
| 150    | Sainte-Catherine (Brébeuf - Monchamp - Gare)      |
| 151    | Delson (Principale Nord) - Sainte-Catherine       |
| 152    | Delson (Principale Sud) - Gare                    |
| 153    | Saint-Constant (Saint-Pierre - Gare - Beauvais)   |
| 154    | Sainte-Catherine (Marie-Victorin - Écluses)       |
| 155    | Delson - Saint-Constant (Gare Sainte-Catherine)   |
| 156    | Saint-Constant (SmartCentres - Monchamp - Gare)   |
| 157    | Taxibus Sainte-Catherine (Éperviers - Orioles)    |
| 158    | Taxibus Sainte-Catherine (Industriel)             |

| Numéro | Description                                               |
| ------ | --------------------------------------------------------- |
| 450    | La Prairie (Magdeleine) - Terminus Brossard               |
| 451    | La Prairie (Briqueterie) - Terminus Brossard              |
| 452    | La Prairie (Symbiocité - Briqueterie) - Terminus Brossard |
| 453    | La Prairie (Vieux-La Prairie) - Terminus Panama           |
| 454    | Candiac (Charlemagne) - Terminus Brossard                 |
| 455    | Candiac (Deauville) - Terminus Brossard                   |
| 456    | Candiac (Fouquet) - Terminus Brossard                     |
| 457    | Saint-Philippe - Terminus Brossard                        |
| 458    | La Prairie - Terminus Panama                              |
| 459    | Candiac - Terminus Panama                                 |
| 481    | Chambly - Terminus Brossard                               |
| 482    | Chambly (Franquet - Fréchette) - Terminus Brossard        |
| 483    | Carignan (Bellerive - Henriette) - Terminus Brossard      |
| 484    | Carignan (Île aux Lièvres) - Terminus Brossard            |
| 485    | Chambly (Lebel - Fréchette) - Terminus Brossard           |
| 486    | Marieville - Terminus Brossard                            |
| 487    | Chambly (Industriel) - Terminus Brossard                  |
| 488    | Chambly (Daigneault - Martel) - Terminus Brossard         |
| 550    | La Prairie - Longueuil (Cégep É.-Montpetit)               |
| 551    | Candiac - Longueuil (Cégep É.-Montpetit)                  |
| 552    | Saint-Constant - Delson - Terminus Brossard               |
| 553    | Sainte-Catherine - Delson - Terminus Panama               |
| 554    | Delson - Terminus Brossard                                |
| 555    | Delson - Longueuil (Cégep É.-Montpetit)                   |
| 556    | Delson - Montréal (Angrignon - Cégep A.-Laurendeau)       |

| Numéro | Description                                                 |
| ------ | ----------------------------------------------------------- |
| 650    | Delson - Candiac - La Prairie - Terminus Panama             |
| 651    | Delson - Candiac - La Prairie - Terminus Panama - Longueuil |
| 680    | Chambly - Terminus Longueuil                                |
| 681    | Chambly - Terminus Longueuil - Cégep É.-Montpetit           |
| 685    | Carignan - Chambly - Saint-Jean-sur-Richelieu               |

## Premier réseau
Issu du regroupement des réseaux d'autobus de 12 conseils intermunicipaux de transport (CIT) desservant chacun une partie de la périphérie montréalaise, le premier réseau d'Exo est composé en août 2019 de 237 lignes.
Le réseau comporte plusieurs lignes portant le même numéro, vu le regroupement des réseaux antérieurs. Afin de les distinguer, Exo subdivise son réseau d'autobus en « secteurs » qui correspondent aux territoires des anciens CIT. C'est ainsi que plusieurs lignes 1 peuvent coexister sans susciter de confusion, pour autant que le secteur auquel chacune d'entre elles est rattaché soit identifié.

### Secteurs
- Exo Chambly-Richelieu-Carignan
- Exo Haut-Saint-Laurent
- Exo Le Richelain
- Exo La Presqu'Île
- Exo L'Assomption
- Exo Laurentides
- Exo Roussillon
- Exo Sainte-Julie
- Exo Sorel-Varennes
- Exo Sud-Ouest
- Exo Terrebonne-Mascouche
- Exo Vallée-du-Richelieu

### Liste
La liste suivante répertorie l'ensemble des lignes d'autobus d'Exo.
| Numéro | Description                                                     | Secteur                    |
| ------ | --------------------------------------------------------------- | -------------------------- |
| 1      | Des Hauts-Bois                                                  | Sainte-Julie               |
| 1      | Joseph-Carrier - Seigneurie                                     | La Presqu'Île              |
| 1      | Repentigny (secteur nord) - Cégep                               | L'Assomption               |
| 1      | Terrebonne - Mascouche                                          | Terrebonne-Mascouche       |
| 1      | Valleyfield - Montréal                                          | Sud-Ouest                  |
| 2      | Bourget - Des Sarcelles                                         | La Presqu'Île              |
| 2      | Repentigny - Saint-Sulpice - Lavaltrie                          | L'Assomption               |
| 2      | Terrebonne - Mascouche                                          | Terrebonne-Mascouche       |
| 3      | Principale                                                      | Sainte-Julie               |
| 3      | Terrebonne - Mascouche                                          | Terrebonne-Mascouche       |
| 3      | Valois - Tonnancour                                             | La Presqu'Île              |
| 4      | Abbé-Théoret                                                    | Sainte-Julie               |
| 4      | Ouimet - Floralies                                              | La Presqu'Île              |
| 4      | Terrebonne - Mascouche                                          | Terrebonne-Mascouche       |
| 5      | Gare Repentigny                                                 | L'Assomption               |
| 5      | Gare Vaudreuil - Gare Dorion                                    | La Presqu'Île              |
| 5      | N.-P.-Lapierre                                                  | Sainte-Julie               |
| 5      | Terrebonne - Bois-des-Filion                                    | Terrebonne-Mascouche       |
| 6      | L'Épiphanie - L'Assomption                                      | L'Assomption               |
| 6      | Principale                                                      | Sainte-Julie               |
| 6      | Rivière de la Cité                                              | La Presqu'Île              |
| 7      | Gare Vaudreuil - John-Abbott                                    | La Presqu'Île              |
| 7      | N.-P.-Lapierre                                                  | Sainte-Julie               |
| 8      | Chicoine - Saint-Antoine                                        | La Presqu'Île              |
| 8      | Repentigny (secteur centre) - Cégep                             | L'Assomption               |
| 8      | Sainte-Julie (secteur nord)                                     | Sainte-Julie               |
| 8      | Saint-Eustache - Laval                                          | Laurentides                |
| 8      | Terrebonne (secteur centre)                                     | Terrebonne-Mascouche       |
| 9      | Charlemagne - CHPLG - Terrebonne                                | L'Assomption               |
| 9      | Marier                                                          | La Presqu'Île              |
| 9      | Saint-Jérôme - Laval                                            | Laurentides                |
| 9      | Terrebonne (secteur ouest)                                      | Terrebonne-Mascouche       |
| 10     | Brassard - Lebel - Fréchette                                    | Chambly-Richelieu-Carignan |
| 11     | Fréchette - Anne-le-Seigneur - Kent - Michel-Laguë              | Chambly-Richelieu-Carignan |
| 11     | Laval - Rosemère - Sainte-Thérèse                               | Laurentides                |
| 11     | Mont-Saint-Hilaire                                              | Vallée-du-Richelieu        |
| 11     | Repentigny - Le Gardeur - Cégep                                 | L'Assomption               |
| 11     | Saint-Philippe                                                  | Le Richelain               |
| 11     | Terrebonne - Lachenaie                                          | Terrebonne-Mascouche       |
| 11C    | Terrebonne - Cité du sport - Lachenaie                          | Terrebonne-Mascouche       |
| 12     | Brassard - Salaberry - Bourgogne                                | Chambly-Richelieu-Carignan |
| 12     | Lorraine - Rosemère                                             | Laurentides                |
| 12     | Otterburn Park                                                  | Vallée-du-Richelieu        |
| 13     | Fréchette - Gentilly - Franquet - Scheffer - Fonrouge           | Chambly-Richelieu-Carignan |
| 14     | Fréchette - Franquet - Industriel - Richelieu                   | Chambly-Richelieu-Carignan |
| 14     | L'Assomption - Repentigny - Le Gardeur - Charlemagne            | L'Assomption               |
| 14     | Terrebonne - La Plaine                                          | Terrebonne-Mascouche       |
| 15     | Chambly - Richelieu - Marieville                                | Chambly-Richelieu-Carignan |
| 15     | Gare Vaudreuil - Gare Dorion via Valois - P.-G.-Lajoie          | La Presqu'Île              |
| 15     | Repentigny (secteur sud) - Notre-Dame                           | L'Assomption               |
| 15     | Rosemère                                                        | Laurentides                |
| 16     | Brassard - Carignan                                             | Chambly-Richelieu-Carignan |
| 17     | Terrebonne - La Plaine                                          | Terrebonne-Mascouche       |
| 17     | Terrebonne - Rosemère                                           | Laurentides                |
| 18     | Terrebonne - Cité du sport - Cégep de Terrebonne                | Terrebonne-Mascouche       |
| 19     | Terrebonne - Terminus Montmorency                               | Terrebonne-Mascouche       |
| 19G    | Terrebonne - Cinéma Guzzo - Terminus Montmorency                | Terrebonne-Mascouche       |
| 20     | Beauharnois                                                     | Sud-Ouest                  |
| 20     | Chambly - Richelieu                                             | Chambly-Richelieu-Carignan |
| 20     | Terrebonne - Mascouche                                          | Terrebonne-Mascouche       |
| 20     | Terrebonne ouest - Rosemère                                     | Laurentides                |
| 20B    | Beloeil                                                         | Vallée-du-Richelieu        |
| 20M    | McMasterville                                                   | Vallée-du-Richelieu        |
| 21     | Châteauguay - Montréal                                          | Sud-Ouest                  |
| 21     | Hudson - Côte-Saint-Charles                                     | La Presqu'Île              |
| 21     | Mont-Saint-Hilaire (La Pommeraie)                               | Vallée-du-Richelieu        |
| 21     | Terrebonne - Mascouche                                          | Terrebonne-Mascouche       |
| 21     | Vieux-La Prairie                                                | Le Richelain               |
| 22     | Bois-des-Filion - Sainte-Thérèse                                | Laurentides                |
| 22     | Châteauguay - Montréal                                          | Sud-Ouest                  |
| 22     | La Magdeleine                                                   | Le Richelain               |
| 22     | Mascouche - Cité du sport - Cégep de Terrebonne                 | Terrebonne-Mascouche       |
| 22     | Mont-Saint-Hilaire (Des Patriotes)                              | Vallée-du-Richelieu        |
| 23     | Châteauguay - Montréal                                          | Sud-Ouest                  |
| 23     | Grand-Boisé                                                     | Le Richelain               |
| 23     | Otterburn Park                                                  | Vallée-du-Richelieu        |
| 23     | Sainte-Anne-des-Plaines - Sainte-Thérèse                        | Laurentides                |
| 23     | Terrebonne - Sainte-Thérèse                                     | Terrebonne-Mascouche       |
| 24     | Châteauguay - Montréal                                          | Sud-Ouest                  |
| 24     | Saint-Basile-le-Grand (sud)                                     | Vallée-du-Richelieu        |
| 24     | Sainte-Anne-des-Plaines - Laval (métro Cartier)                 | Laurentides                |
| 24C    | Terrebonne - Cité du sport - Cégep de Terrebonne                | Terrebonne-Mascouche       |
| 25     | Châteauguay - Montréal                                          | Sud-Ouest                  |
| 25     | Saint-Hyacinthe - Mont-Saint-Hilaire                            | Vallée-du-Richelieu        |
| 25     | Terrebonne - Montréal                                           | Terrebonne-Mascouche       |
| 25B    | Terrebonne - Montréal                                           | Terrebonne-Mascouche       |
| 26     | Châteauguay - Montréal                                          | Sud-Ouest                  |
| 26     | Saint-Basile-le-Grand (nord)                                    | Vallée-du-Richelieu        |
| 27     | Beloeil - McMasterville                                         | Vallée-du-Richelieu        |
| 27     | Châteauguay                                                     | Sud-Ouest                  |
| 27     | Lorraine - Sainte-Thérèse                                       | Laurentides                |
| 27     | Terrebonne - Cité du Sport - Cégep de Terrebonne                | Terrebonne-Mascouche       |
| 28     | Châteauguay - Montréal (Centre-ville)                           | Sud-Ouest                  |
| 28     | La Prairie hors pointe                                          | Le Richelain               |
| 28     | Terrebonne - Laval (métro Cartier)                              | Laurentides                |
| 29     | Châteauguay - Montréal                                          | Sud-Ouest                  |
| 29     | La Prairie hors pointe                                          | Le Richelain               |
| 30A    | Delson - Saint-Constant - Sainte-Catherine                      | Roussillon                 |
| 30B    | Sainte-Catherine - Saint-Constant - Delson                      | Roussillon                 |
| 30     | Sainte-Julie - Saint-Hyacinthe                                  | Vallée-du-Richelieu        |
| 30     | Terrebonne - Montréal - Terminus Radisson                       | Terrebonne-Mascouche       |
| 30G    | Terrebonne - Montréal - Terminus Radisson                       | Terrebonne-Mascouche       |
| 31     | Châteauguay - Montréal                                          | Sud-Ouest                  |
| 31     | Jean-Leman                                                      | Le Richelain               |
| 31     | Olympique - Suroît                                              | La Presqu'Île              |
| 31     | Sainte-Catherine                                                | Roussillon                 |
| 32     | Châteauguay - Montréal                                          | Sud-Ouest                  |
| 32     | Deauville                                                       | Le Richelain               |
| 32     | Sainte-Catherine                                                | Roussillon                 |
| 33     | Champlain                                                       | Le Richelain               |
| 33     | Châteauguay                                                     | Sud-Ouest                  |
| 33     | Saint-Constant - Sainte-Catherine                               | Roussillon                 |
| 33     | Forest                                                          | La Presqu'Île              |
| 34     | Saint-Constant                                                  | Roussillon                 |
| 35     | Dorion - Sainte-Anne-de-Bellevue via L'Île-Perrot               | La Presqu'Île              |
| 35     | Saint-Constant - Delson                                         | Roussillon                 |
| 36     | Delson                                                          | Roussillon                 |
| 37     | Delson - Sainte-Catherine                                       | Roussillon                 |
| 38     | Candiac hors pointe                                             | Le Richelain               |
| 38     | Trainbus Saint-Constant                                         | Roussillon                 |
| 39     | Candiac hors pointe                                             | Le Richelain               |
| 40     | Express Vaudreuil - Côte-Vertu                                  | La Presqu'Île              |
| 40     | Lachenaie - Montréal - Terminus Radisson                        | Terrebonne-Mascouche       |
| 40     | Saint-Constant                                                  | Roussillon                 |
| 41     | Boischatel - Perrier                                            | La Presqu'Île              |
| 41     | Terrebonne - Mascouche                                          | Terrebonne-Mascouche       |
| 42     | Rouleau - Des Érables                                           | La Presqu'Île              |
| 43     | Perrot - Rivelaine                                              | La Presqu'Île              |
| 43     | Delson - Saint-Constant                                         | Roussillon                 |
| 44     | Gare Pincourt-T.-V. - Gare Île-Perrot - Sainte-Anne-de-Bellevue | La Presqu'Île              |
| 45     | Terrebonne - Bois-des-Filion                                    | Terrebonne-Mascouche       |
| 45     | Virginie-Roy - Sainte-Anne-de-Bellevue                          | La Presqu'Île              |
| 46     | Don-Quichotte - Pointe-du-Domaine                               | La Presqu'Île              |
| 47     | Pointe-du-Moulin                                                | La Presqu'Île              |
| 48     | Terrebonne (secteur centre)                                     | Terrebonne-Mascouche       |
| 50     | Express Centre-ville - Galeries Saint-Hyacinthe                 | Vallée-du-Richelieu        |
| 51     | Boisbriand Nord vers Boisbriand Sud                             | Laurentides                |
| 51     | Saint-Joseph                                                    | Vallée-du-Richelieu        |
| 51     | Saint-Lazare                                                    | La Presqu'Île              |
| 52     | Boisbriand Sud vers Boisbriand Nord                             | Laurentides                |
| 52     | Douville                                                        | Vallée-du-Richelieu        |
| 53     | L'Assomption - Sainte-Rosalie                                   | Vallée-du-Richelieu        |
| 54     | Saint-Sacrement ouest                                           | Vallée-du-Richelieu        |
| 55     | Saint-Thomas d'Aquin                                            | Vallée-du-Richelieu        |
| 56     | La Providence                                                   | Vallée-du-Richelieu        |
| 57     | Sacré-Cœur                                                      | Vallée-du-Richelieu        |
| 59     | Mirabel - Boisbriand - Laval                                    | Laurentides                |
| 60     | Express Galeries Saint-Hyacinthe - Cégep                        | Vallée-du-Richelieu        |
| 60     | Sainte-Thérèse                                                  | Laurentides                |
| 61     | Rigaud                                                          | La Presqu'Île              |
| 61     | Sainte-Thérèse (secteur Bas-Sainte-Thérèse)                     | Laurentides                |
| 62     | Sainte-Thérèse (secteur Des Mille-Îles)                         | Laurentides                |
| 70     | Express d’Oka                                                   | Laurentides                |
| 70     | Galeries Saint-Hyacinthe - Centre-ville                         | Vallée-du-Richelieu        |
| 71     | Blainville (secteur est)                                        | Laurentides                |
| 71     | Commercial Nord - Parc Les Salines                              | Vallée-du-Richelieu        |
| 72     | Blainville (secteur ouest)                                      | Laurentides                |
| 73     | Blainville (secteur Fontainebleau)                              | Laurentides                |
| 74     | Blainville (secteur Fontainebleau)                              | Laurentides                |
| 80     | Saint-Eustache - Pointe-Calumet                                 | Laurentides                |
| 81     | Saint-Eustache - Pointe-Calumet                                 | Laurentides                |
| 82     | Beloeil                                                         | Vallée-du-Richelieu        |
| 83     | Beloeil                                                         | Vallée-du-Richelieu        |
| 84     | Beloeil                                                         | Vallée-du-Richelieu        |
| 85     | Beloeil                                                         | Vallée-du-Richelieu        |
| 88     | Saint-Eustache - Sainte-Thérèse                                 | Laurentides                |
| 89     | Saint-Eustache (secteur Dubois)                                 | Laurentides                |
| 90     | Cégep André-Laurendeau                                          | Sud-Ouest                  |
| 90     | Saint-Eustache - Deux-Montagnes                                 | Laurentides                |
| 91     | Gérald-Godin - Pointe-Claire                                    | La Presqu'Île              |
| 91     | Saint-Eustache (secteur est)                                    | Laurentides                |
| 92     | Saint-Eustache (secteur centre)                                 | Laurentides                |
| 93     | Saint-Eustache - Deux-Montagnes - Sainte-Marthe-sur-le-Lac      | Laurentides                |
| 98     | Kahnawake - Montréal                                            | Sud-Ouest                  |
| 100    | Express Montréal                                                | Roussillon                 |
| 100    | L'Assomption - Repentigny - Charlemagne - Montréal              | L'Assomption               |
| 100    | Saint-Jérôme - Bellefeuille sud                                 | Laurentides                |
| 101    | Saint-Jérôme - Saint-Antoine                                    | Laurentides                |
| 102    | Saint-Jérôme - Lafontaine                                       | Laurentides                |
| 103    | Saint-Jérôme (secteur centre)                                   | Laurentides                |
| 105    | Saint-Jérôme - Bellefeuille nord                                | Laurentides                |
| 107    | Saint-Jérôme - Bellefeuille sud (Lajeunesse)                    | Laurentides                |
| 111    | Ormstown - Montréal                                             | Haut-Saint-Laurent         |
| 115    | Express Delson - Sainte-Catherine - Montréal                    | Roussillon                 |
| 115    | Gare Vaudreuil - Dorion - De la Fabrique                        | La Presqu'Île              |
| 121    | La Prairie - Montréal                                           | Le Richelain               |
| 122    | La Prairie - Montréal                                           | Le Richelain               |
| 123    | La Prairie - Montréal                                           | Le Richelain               |
| 124    | La Prairie - Montréal                                           | Le Richelain               |
| 130    | Express Montréal                                                | Roussillon                 |
| 132    | Candiac - Montréal                                              | Le Richelain               |
| 133    | Candiac - Montréal                                              | Le Richelain               |
| 140    | Lachenaie - Gare Terrebonne - Terminus Radisson                 | Terrebonne-Mascouche       |
| 140    | Mercier - Châteauguay                                           | Haut-Saint-Laurent         |
| 200    | Express LaSalle                                                 | Roussillon                 |
| 200    | Express Repentigny - Montréal                                   | L'Assomption               |
| 200    | Saint-Hyacinthe - Longueuil                                     | Vallée-du-Richelieu        |
| 201    | ExpressO - Mont-Saint-Hilaire - Longueuil                       | Vallée-du-Richelieu        |
| 210    | Express Longueuil                                               | Roussillon                 |
| 300    | Chambly - Longueuil                                             | Chambly-Richelieu-Carignan |
| 300    | Repentigny - Montréal via Notre-Dame                            | L'Assomption               |
| 300    | Saint-Hyacinthe - Montréal                                      | Vallée-du-Richelieu        |
| 301    | Chambly - Longueuil                                             | Chambly-Richelieu-Carignan |
| 302    | Chambly - Longueuil                                             | Chambly-Richelieu-Carignan |
| 321    | Express La Prairie - Montréal                                   | Le Richelain               |
| 323    | Express Candiac - Montréal                                      | Le Richelain               |
| 325    | Express Longueuil - Cégep                                       | Sainte-Julie               |
| 330    | Express Longueuil - CFP - Cégep                                 | Sainte-Julie               |
| 335    | Gare Pincourt-T.-V. - Sainte-Anne-de-Bellevue                   | La Presqu'Île              |
| 340    | Candiac - Longueuil                                             | Le Richelain               |
| 340    | Express Longueuil - Promenades Saint-Bruno                      | Sainte-Julie               |
| 341    | La Prairie - Longueuil                                          | Le Richelain               |
| 343    | Candiac - Longueuil                                             | Le Richelain               |
| 350    | Express Longueuil                                               | Sainte-Julie               |
| 370    | Saint-Amable - Sainte-Julie                                     | Sorel-Varennes             |
| 400    | Chambly - Montréal                                              | Chambly-Richelieu-Carignan |
| 400    | Express Montmorency - Deux-Montagnes                            | Laurentides                |
| 400    | Repentigny - Montréal via Sherbrooke                            | L'Assomption               |
| 401    | Chambly - Montréal                                              | Chambly-Richelieu-Carignan |
| 403    | Mascouche - Gare Mascouche                                      | Terrebonne-Mascouche       |
| 417    | La Plaine - Gare Mascouche                                      | Terrebonne-Mascouche       |
| 418    | Terrebonne - Gare Mascouche                                     | Terrebonne-Mascouche       |
| 427    | Cité du sport - Cégep de Terrebonne - Gare Mascouche            | Terrebonne-Mascouche       |
| 440    | Gare Terrebonne - Lachenaie                                     | Terrebonne-Mascouche       |
| 450    | Chambly - Saint-Jean-sur-Richelieu                              | Chambly-Richelieu-Carignan |
| 500    | Richelieu - Marieville - Montréal                               | Chambly-Richelieu-Carignan |
| 600    | Carignan - Montréal                                             | Chambly-Richelieu-Carignan |
| 600    | Express Montréal                                                | Sainte-Julie               |
| 700    | Sorel-Tracy - Longueuil                                         | Sorel-Varennes             |
| 705    | Express Sorel-Tracy - Longueuil                                 | Sorel-Varennes             |
| 707    | Sorel-Tracy - Varennes - Longueuil                              | Sorel-Varennes             |
| 708    | Sorel-Tracy - Varennes - Longueuil                              | Sorel-Varennes             |
| 709    | Sorel-Tracy - Contrecœur - Longueuil                            | Sorel-Varennes             |
| 710    | Verchères - Longueuil                                           | Sorel-Varennes             |
| 720    | Varennes - Longueuil                                            | Sorel-Varennes             |
| 721    | Varennes - Longueuil                                            | Sorel-Varennes             |
| 722    | Varennes - Longueuil                                            | Sorel-Varennes             |
| 723    | Varennes - Longueuil                                            | Sorel-Varennes             |
| 724    | Varennes - Longueuil                                            | Sorel-Varennes             |
| 730    | Saint-Amable - Longueuil                                        | Sorel-Varennes             |
| 731    | Saint-Amable - Longueuil                                        | Sorel-Varennes             |
| 732    | Saint-Amable - Longueuil                                        | Sorel-Varennes             |
| 733    | Express Saint-Amable - Longueuil                                | Sorel-Varennes             |